# Garrina pluripes
Garrina pluripes är en mångfotingart som beskrevs av Chamberlin 1943. Garrina pluripes ingår i släktet Garrina och familjen storjordkrypare. Inga underarter finns listade i Catalogue of Life.